# Cesare Cremonini
Cesare Cremonini, de vegades Cesare Cremonino (nascut el 22 de desembre de 1550 a Cento, avui província de Ferrara, Emília-Romanya i mort el 19 de juliol de 1631 a Pàdua) va ser un filòsof italià de la segona meitat del segle xvi i de començaments del Segle XVII.

## Biografia
Cesare Cremonini va ensenyar filosofia durant trenta anys a les universitats de Ferrara i de Pàdua. Professava les doctrines d'Aristòtil, d'Alexandre d'Afrodisa i sobretot d'Averroes, i defensava la mortalitat de l'ànima, per la qual cosa el van acusar de materialista i d'ateu.
Signava els seus texts llatins Cæsar Cremoninus (i la seva forma genitiva Cæsaris Cremonini al començament d'alguns títols), o Cæsar Cremonius.
Considerat un dels filòsofs més grans en el seu temps, patrocinat per Alfons II d'Este, Duc de Ferrara, cobrava dues vegades el salari de Galileo Galilei, és ara més recordat com a actor del procés a Galileu, sent un dels dos erudits que es van negar a mirar a través del seu telescopi.

## Principals obres
- Explanatio proœmii librorum Aristotelis De physico auditu (1596)
- De formis elementorum (1605)
- De Anima (1611)
- Disputatio de cœlo (1613)
- De quinta cœli substantia (1616)
- De calido innato (1626)
- De origine et principatu membrorum (1627)
- De semine (1634)
- De calido innato et semine (1634)
- De sensibus et facultate appetitiva (1634)
- Dialectica (1663)